# Ena Lake, Ontario
Ena Lake är en sjö i Kanada.   Den ligger i provinsen Ontario, i den sydöstra delen av landet, 1 500 km väster om huvudstaden Ottawa. Ena Lake ligger 322 meter över havet.
I omgivningarna runt Ena Lake växer i huvudsak blandskog. Trakten runt Ena Lake är nära nog obefolkad, med mindre än två invånare per kvadratkilometer.